# 拉賈斯坦謝赫
拉賈斯坦謝赫，是南亞謝赫的一部分，也是印度拉賈斯坦邦最大的穆斯林群體，多數拉賈斯坦謝赫在印巴分治後移民至卡拉奇。

## 起源與現狀
在阿拉伯世界，謝赫是部落長老或學者的意思。但在拉賈斯坦與南亞，謝赫除了指出身阿拉伯人外，也指婆羅門與吠舍出身的穆斯林。他們說烏爾都語，多生活在阿杰梅爾縣、烏代布爾縣、焦特布爾縣。他們分為兩分支：斯拉瓦特與Rangrez。
他們實行內婚制，偏好表親間通婚。他們傳統職業是貿易，多數賣紡織品與黃金。一些謝赫有土地是自耕農，所有拉賈斯坦謝赫也是遜尼派穆斯林。